# Saison 4 du Disney Parade
Chronologie
Saison 3 Saison 5
Voici le détail de la quatrième saison de l'émission Disney Parade diffusée sur TF1 du 1er septembre 1991 au 30 août 1992. Du fait qu'il s'agisse de la dernière saison à utiliser le décor de la Maison de Mickey et avec les deux présentateurs du Duo formidable, elle est classée dans la période de l'Âge d'or.

## Animateurs et fiche technique

### Les Animateurs
Tout au long de son existence l’émission a eu de manière quasi-ininterrompue deux animateurs. Ce tandem fille/garçon reposait au cours de cette saison sur :
- Jean-Pierre Foucault
- Anne

### Fiche de l'émission
- Réalisation : Laurent Villevielle
- Production : Gérard Louvin
- Société de production : Buena Vista Television

## Courts-métrages classiques diffusés
- Mickey Mouse
- Donald Duck
- Dingo
- Donald & Dingo
- Pluto
- Figaro
- Tic et Tac
- Silly Symphonies

### Liste des courts-métrages classiques
Les dessins animés de l’émission étaient annoncés dans la rubrique Télé Disney du Journal de Mickey.
Voici une liste non exhaustive de ces derniers :
| Date                        | Le Monde Merveilleux de Walt Disney |
| --------------------------- | --- |
| dimanche 1er septembre 1991 | Mickey's Grand Opera |
| dimanche 8 septembre 1991   | Donald et Pluto |
| dimanche 15 septembre 1991  | Donald parachutiste et Comment être un bon nageur                                                                                               |
| dimanche 22 septembre 1991  | |
| dimanche 29 septembre 1991  | |
| dimanche 6 octobre 1991     | |
| dimanche 13 octobre 1991    | (pas d'émission) |
| dimanche 20 octobre 1991    | Le Miel de Donald |
| dimanche 27 octobre 1991    | La Fanfare et Donald crève |
| dimanche 3 novembre 1991    | Un dessin animé avec Donald toujours empêtré dans ses problèmes                                                                                 |
| dimanche 10 novembre 1991   | Donald décorateur |
| dimanche 17 novembre 1991   | Tic et Tac au Far-West |
| dimanche 24 novembre 1991   | Comment dormir |
| dimanche 1er décembre 1991  | Donald fait son beurre |
| dimanche 8 décembre 1991    | Comment jouer au football |
| dimanche 15 décembre 1991   | Comment se soigner |
| dimanche 22 décembre 1991   | La Piñata |
| dimanche 29 décembre 1991   | Mickey patine et Mickey et le Phoque |
| dimanche 5 janvier 1992     | La Chasse au renard et un extrait de Blanche-Neige et les Sept Nains                                                                            |
| dimanche 12 janvier 1992    | (pas d'émission) |
| dimanche 19 janvier 1992    | Leçon de ski |
| dimanche 26 janvier 1992    | (pas d'émission) |
| dimanche 2 février 1992     | Figaro et Cléo |
| dimanche 9 février 1992     | |
| dimanche 16 février 1992    | Le Sang-froid de Donald |
| dimanche 23 février 1992    | (pas d'émission) |
| dimanche 1er mars 1992      | La Fête de Pluto |
| dimanche 8 mars 1992        | Petit Toot |
| dimanche 15 mars 1992       | Dingo en vacances |
| dimanche 22 mars 1992       | Pluto et le rat des champs |
| dimanche 29 mars 1992       | |
| dimanche 5 avril 1992       | |
| dimanche 12 avril 1992      | - un extrait de Peter Pan - Le planeur de Dingo - un extrait de Bernard et Bianca au pays des kangourous - un extrait de Dumbo - Pilote d'essai |
| dimanche 19 avril 1992      | En route pour l'Ouest |
| dimanche 26 avril 1992      | Donald et son double |
| dimanche 3 mai 1992         | Pluto Chien de Berger |
| dimanche 10 mai 1992        | Défense de fumer |
| dimanche 17 mai 1992        | Donald à la plage |
| dimanche 24 mai 1992        | Hello Aloha |
| dimanche 31 mai 1992        | (pas d'émission) |
| dimanche 7 juin 1992        | Le chien de Dingo |
| dimanche 14 juin 1992       | (pas d'émission) |
| dimanche 21 juin 1992       | Mickey et le Phoque et Le Gala des orphelins |
| dimanche 28 juin 1992       | Chasse gardée |
| dimanche 5 juillet 1992     | Donald et les Abeilles |
| dimanche 12 juillet 1992    | Un dessin animé avec Dingo |
| dimanche 19 juillet 1991    | Un dessin animé avec Pluto |
| dimanche 26 juillet 1992    | Papa est de sortie |
| dimanche 2 août 1992        | Pluto's Purchase |
| dimanche 9 août 1992        | |
| dimanche 16 août 1992       | L'Art de la danse et Donald dans le Grand Nord                                                                                                  |
| dimanche 23 août 1992       | Mickey, Pluto et l'Autruche et La Mine d'or de Donald                                                                                           |
| dimanche 30 août 1992       | Donald et les Fourmis et Le Gala des orphelins                                                                                                  |

## Le Monde Merveilleux de Walt Disney et les séries
Le contenu du Monde merveilleux de Walt Disney était annoncé dans la rubrique Télé Disney du Journal de Mickey.
Voici une liste non exhaustive de ces derniers :

### Programmation
| Date                                        | Le Monde Merveilleux de Walt Disney                                                                   | Séries |
| ------------------------------------------- | --- | --- |
| dimanche 1er septembre 1991,                | Charlie le cougar, première partie                                                                    | La perfection n'existe pas, dixième épisode: The Ransom |
| dimanche 8 septembre 1991                   | Charlie le cougar, seconde partie                                                                     | La perfection n'existe pas, onzième épisode: Willie the Worm |
| dimanche 15 septembre 1991,                 | Donald fait son service                                                                               | La perfection n'existe pas, douzième épisode: Attack Dog |
| dimanche 22 septembre 1991                  | Les voyageurs de l'infini, première partie                                                            | La perfection n'existe pas, treizième épisode: A Perfect Ending |
| dimanche 29 septembre 1991,                 | Les voyageurs de l'infini, seconde partie                                                             | Un garde du corps secret, un épisode |
| dimanche 6 octobre 1991,                    | Les voyageurs de l'infini, troisième partie                                                           | Un garde du corps secret, un épisode |
| Pas d'émission le dimanche 13 octobre 1991, | | |
| dimanche 20 octobre 1991,                   | Les voyageurs de l'infini, quatrième partie                                                           | Un garde du corps secret, un épisode |
| dimanche 27 octobre 1991,                   | Les aventures de Mickey                                                                               | Un garde du corps secret, un épisode |
| dimanche 3 novembre 1991                    | Miss Liberté, première partie                                                                         | Un garde du corps secret, un épisode |
| dimanche 10 novembre 1991,                  | Miss Liberté, seconde partie                                                                          | Un garde du corps secret, un épisode |
| dimanche 17 novembre 1991,                  | Haut comme le ciel, première partie                                                                   | Un garde du corps secret, un épisode |
| dimanche 24 novembre 1991,                  | Haut comme le ciel, seconde partie                                                                    | Un garde du corps secret, un épisode |
| dimanche 1er décembre 1991,                 | Haut comme le ciel, troisième partie                                                                  | Un garde du corps secret, un épisode |
| dimanche 8 décembre 1991,                   | La hotte magique, première partie                                                                     | Un garde du corps secret, un épisode |
| dimanche 15 décembre 1991,                  | La hotte magique, seconde partie                                                                      | Un garde du corps secret, un épisode : Brittany, profitant de l'absence de son papa et bien qu'ayant promis de ne pas faire de bêtise, organise une boom à la maison, mais Ernie, garde du corps très secret, heureusement veille |
| dimanche 22 décembre 1991,                  | Un nouveau Noël Disney                                                                                | Un garde du corps secret, épisode Une surprise-party mal partie |
| dimanche 29 décembre 1991,                  | Sammy le phoque, première partie                                                                      | Un garde du corps secret, un épisode |
| dimanche 5 janvier 1992                     | Sammy le phoque, seconde partie                                                                       | Un garde du corps secret, un épisode |
| Pas d'émission le dimanche 12 janvier 1992  | | |
| dimanche 19 janvier 1992                    | Une mère courageuse, première partie                                                                  | Un garde du corps secret, un épisode |
| Pas d'émission le dimanche 26 janvier 1992  | | |
| dimanche 2 février 1992                     | Une mère courageuse, seconde partie                                                                   | Un ange en basket, un épisode |
| dimanche 9 février 1992                     | L'amour est aveugle, première partie                                                                  | Un ange en basket, un épisode |
| dimanche 16 février 1992                    | L'amour est aveugle, seconde partie                                                                   | Un ange en basket, un épisode |
| Pas d'émission le dimanche 23 février 1992  | | |
| dimanche 1er mars 1992                      | Le jeune Harry Houdini, première partie                                                               | Un ange en basket, un épisode |
| dimanche 8 mars 1992                        | Le jeune Harry Houdini, seconde partie                                                                | Un ange en basket, un épisode |
| dimanche 15 mars 1992                       | La force de vaincre, première partie                                                                  | Un ange en basket, un épisode |
| dimanche 22 mars 1992                       | La force de vaincre, seconde partie                                                                   | Un ange en basket, un épisode |
| dimanche 29 mars 1992                       | Les grands moments de l'animation et l'évolution des dessins animés Disney et Les méchants de Disney  | Un ange en basket, un épisode |
| dimanche 5 avril 1992                       | | Un ange en basket, épisode La vérité blesse |
| dimanche 12 avril 1992                      | (émission spéciale pour l'ouverture du parc EuroDisney)                                               | Un ange en basket, un épisode |
| dimanche 19 avril 1992                      | 100 vies de Black Jack savage, première partie du pilote                                              | Un ange en basket, un épisode |
| dimanche 26 avril 1992                      | 100 vies de Black Jack savage, seconde partie du pilote                                               | Un ange en basket, un épisode |
| dimanche 3 mai 1992                         | Man is His Own Worst Enemy, un dessin-animé                                                           | L'ange revient, un épisode |
| dimanche 10 mai 1992                        | Parfaite Harmonie, première partie                                                                    | L'ange revient, un épisode |
| dimanche 17 mai 1992                        | Parfaite Harmonie, seconde partie                                                                     | L'ange revient, un épisode sur le passage du permis de conduire par Cindy |
| dimanche 24 mai 1992                        | 100 vies de Black Jack savage, épisode Des contrats à casser                                          | Un ange en basket, un épisode |
| Pas d'émission le dimanche 31 mai 1992      | | |
| dimanche 7 juin 1992                        | 100 vies de Black Jack savage, épisode Une histoire de pirate                                         | L'ange gardien, un épisode |
| Pas d'émission le dimanche 14 juin 1992     | | |
| dimanche 21 juin 1992                       | Une compilation d'extraits des dessins animés Walt Disney avec Bambie, Pinochio et Les 101 dalmatiens | |
| dimanche 28 juin 1992                       | Un cerf dans la ville                                                                                 | L'ange gardien, un épisode |
| dimanche 5 juillet 1992                     | 100 vies de Black Jack Savage, épisode Un jour dans la vie de Logan Murphy                            | L'ange gardien, un épisode: Cindy rend décidément les garçons bien jaloux |
| dimanche 12 juillet 1992                    | Spooner, première partie                                                                              | L'ange revient, un épisode |
| dimanche 19 juillet 1991                    | Spooner, seconde partie                                                                               | L'ange revient, un épisode: Buzz, sur les conseils de Judy, revient du Paradis afin d'aider Cindy à gagner le cœur de Brian mais surtout à retrouver sa voiture                                                                   |
| dimanche 26 juillet 1992                    | Retour de Tom Sawyer et Huckleberry Finn, première partie                                             | L'ange revient, un épisode |
| dimanche 2 août 1992                        | Retour de Tom Sawyer et Huckleberry Finn, seconde partie                                              | L'ange revient, un épisode |
| dimanche 9 août 1992                        | 100 vies de Black Jack Savage, épisode Un dictateur pas si mal                                        | L'ange revient, un épisode: Cindy fait des étincelles en dansant un rock endiablé avec Brian |
| dimanche 16 août 1992                       | 100 vies de Black Jack Savage, épisode Cherchez le grand syndicat                                     | |
| dimanche 23 août 1992                       | 100 vies de Black Jack Savage, épisode Pour qui sonne la cloche du mariage                            | |
| dimanche 30 août 1992                       | Professeur tête en l'air, première partie                                                             | |

### Séries diffusées
- La perfection n'existe pas : du dimanche 1er septembre 1991 au dimanche 22 septembre 1991.
- Un garde du corps secret : du dimanche 29 septembre 1991 au dimanche 19 janvier 1992.
- Un ange en basket : du dimanche 2 février 1992 au dimanche 26 avril 1992 et le dimanche 24 mai 1992.
- L'ange revient : du dimanche 3 mai 1992 au dimanche 17 mai 1992 et du dimanche 12 juillet 1992 au dimanche 9 aout 1992.
- L'ange gardien : du dimanche 7 juin 1992 au dimanche 5 juillet 1992.

## La rubrique des questions posées à Anne
Cette rubrique, mise en place avec l'arrivée de Anne dans l'émission, permettait aux téléspectateurs de poser de questions à la présentatrice, par le biais du courrier (justifiant au passage la rubrique courrier), qui prenait un grand soin à y répondre. En règle générale trois questions étaient posées durant l'émission : au moins à partir de l'émission du dimanche 8 décembre 1991, les questions furent sélectionnées, parmi l'ensemble des questions envoyées, de sorte qu'il y en ait toujours une relative Disney. Il est a noté que ce fut la dernière saison de l'émission au cours de laquelle la rubrique des questions eut lieu. Voici une liste non exhaustive de ces dernières, parmi lesquelles sont en vert celles n'ayant aucun lien avec l'univers de Disney:

| Date              | Première question                                                   | Seconde question                                                                 | Troisième question                                                                            |
| ----------------- | ------------------------------------------------------------------- | -------------------------------------------------------------------------------- | --------------------------------------------------------------------------------------------- |
| 15 septembre 1991 | Est-il vrai que les mille-pattes ont mille pattes ?                 | Est-il vrai qu'il vaut mieux boire une boisson chaude quand il fait très chaud ? | Existe-t-il un moyen pour faire tenir les fleurs plus longtemps ?                             |
| 6 octobre 1991    | Est-il normal qu'un chat dort tout le temps ?                       | Peut-on obtenir une plante avec un avocat ?                                      | Est-il vrai que les fleurs s'ouvrent le matin et se ferment le soir ?                         |
| 10 novembre 1991  |                                                                     | Quel régime suivent les lutteurs de Sumo ?                                       | Où se trouve le plongeoir le plus élevé du monde ?                                            |
| 8 décembre 1991   | Peut-on donner à ses enfants d'autres noms que ceux du calendrier ? | Pourquoi achète-t-on de l'essence sans plomb ?                                   | Est-ce un vrai loup qui tourne dans le film Croc-Blanc ?                                      |
| 22 décembre 1991  | Quel est l'âge de Dingo ?                                           | Existe-t-il un tissu qui change de couleur ?                                     | Comment enlever une tache de vin d'un vêtement ?                                              |
| 5 janvier 1992    | Qui est le petit garçon dans le clip de Michael Jackson ?           | Quel est le nombre de plantes à EuroDisney ?                                     | À quand remonte les premiers jeux Jeux olympiques ?                                           |
| 2 février 1992    | À quoi sert la trompe de l'éléphant ?                               | De quel compte est inspiré le Château d'EuroDisney ?                             | Pourquoi un chameau boit si peu ?                                                             |
| 5 avril 1992      | Pourquoi voit-on la lune changer de forme ?                         | Depuis combien de temps existe le basketball ?                                   | Est-il vrai qu'à EuroDisney on peut rencontrer 999 fantômes ?                                 |
| 3 mai 1992        | Qu'est-ce qu'un rayon laser ?                                       | Où verra-t-on Jules Verne à EuroDisney ?                                         | Quelles sont les différences entre une étoile et une planète ?                                |
| 10 mai 1992       | Un chat mangeant des carottes est-il malade ?                       | Que faire pour adopter un petit chat ?                                           | Y a-t-il des simulateurs de vol à EuroDisney ?                                                |
| 7 juin 1992       | Combien y a-t-il d'espèces de dauphins ?                            | Qu'est-ce qu'un mola mola ?                                                      | De quelle histoire est inspirée l'attraction du manège des tasses de thé ?                    |
| 16 août 1992      | Qu'est-ce que le Prix Nobel ?                                       | Est-ce qu'une maison peut s'enfoncer dans le sol ?                               | Qui est emprisonné dans les souterrains du Château de la Belle au bois dormant à EuroDisney ? |
| 23 août 1992      | Qu'est-ce que la bête à bon Dieu ?                                  | Les serpents sont-ils dangereux ?                                                | Y a-t-il des chevaux à EuroDisney ?                                                           |

## Thèmes et reportages des émissions
Cette saison est la dernière saison de l'émission à utiliser le décor de la Maison de Mickey, qui servait de plateau de tournage exclusif à l'émission depuis le dimanche 1er janvier 1989. D'autre part, cette saison sera également la première à être filmée en extérieur à l'occasion de l'émission spéciale diffusée le dimanche 12 avril 1992 et tournée dans le Parc Eurodisney.

Voici la liste des attractions ayant ouverte entre le 1er septembre 1991 au 31 août 1992:

| Date                        | Lieu                            | Thème                                      |
| --------------------------- | ------------------------------- | ------------------------------------------ |
| dimanche 1er septembre 1991 | Le décor de la Maison de Mickey | Aucun                                      |
| dimanche 8 septembre 1991   | Le décor de la Maison de Mickey | Aucun                                      |
| dimanche 15 septembre 1991  | Le décor de la Maison de Mickey | Aucun                                      |
| dimanche 22 septembre 1991  | Le décor de la Maison de Mickey | Aucun                                      |
| dimanche 29 septembre 1991  | Le décor de la Maison de Mickey | Aucun                                      |
| dimanche 6 octobre 1991     | Le décor de la Maison de Mickey | Aucun                                      |
| dimanche 13 octobre 1991    | (pas d'émission)                | Aucun                                      |
| dimanche 20 octobre 1991    | Le décor de la Maison de Mickey | Aucun                                      |
| dimanche 27 octobre 1991    | Le décor de la Maison de Mickey | Aucun                                      |
| dimanche 3 novembre 1991    | Le décor de la Maison de Mickey | Aucun                                      |
| dimanche 10 novembre 1991   | Le décor de la Maison de Mickey | Aucun                                      |
| dimanche 17 novembre 1991   | Le décor de la Maison de Mickey | Aucun                                      |
| dimanche 24 novembre 1991   | Le décor de la Maison de Mickey | Aucun                                      |
| dimanche 1er décembre 1991  | Le décor de la Maison de Mickey | Aucun                                      |
| dimanche 8 décembre 1991    | Le décor de la Maison de Mickey | Aucun                                      |
| dimanche 15 décembre 1991   | Le décor de la Maison de Mickey | Aucun                                      |
| dimanche 22 décembre 1991   | Le décor de la Maison de Mickey | Aucun                                      |
| dimanche 29 décembre 1991   | Le décor de la Maison de Mickey | Aucun                                      |
| dimanche 5 janvier 1992     | Le décor de la Maison de Mickey | Aucun                                      |
| dimanche 12 janvier 1992    | (pas d'émission)                | Aucun                                      |
| dimanche 19 janvier 1992    | Le décor de la Maison de Mickey | Aucun                                      |
| dimanche 26 janvier 1992    | (pas d'émission)                | Aucun                                      |
| dimanche 2 février 1992     | Le décor de la Maison de Mickey | Aucun                                      |
| dimanche 9 février 1992     | Le décor de la Maison de Mickey | Aucun                                      |
| dimanche 16 février 1992    | Le décor de la Maison de Mickey | Aucun                                      |
| dimanche 23 février 1992    | (pas d'émission)                | Aucun                                      |
| dimanche 1er mars 1992      | Le décor de la Maison de Mickey | Aucun                                      |
| dimanche 8 mars 1992        | Le décor de la Maison de Mickey | Aucun                                      |
| dimanche 15 mars 1992       | Le décor de la Maison de Mickey | Aucun                                      |
| dimanche 22 mars 1992       | Le décor de la Maison de Mickey | Aucun                                      |
| dimanche 29 mars 1992       | Le décor de la Maison de Mickey | Aucun                                      |
| dimanche 5 avril 1992       | Le décor de la Maison de Mickey | Aucun                                      |
| dimanche 12 avril 1992      | Le parc d'Euro Disneyland       | Émission spéciale pour l'ouverture du parc |
| dimanche 19 avril 1992      | Le décor de la Maison de Mickey | Aucun                                      |
| dimanche 26 avril 1992      | Le décor de la Maison de Mickey | Aucun                                      |
| dimanche 3 mai 1992         | Le décor de la Maison de Mickey | Aucun                                      |
| dimanche 10 mai 1992        | Le décor de la Maison de Mickey | Aucun                                      |
| dimanche 17 mai 1992        | Le décor de la Maison de Mickey | Aucun                                      |
| dimanche 24 mai 1992        | Le décor de la Maison de Mickey | Aucun                                      |
| dimanche 31 mai 1992        | (pas d'émission)                | Aucun                                      |
| dimanche 7 juin 1992        | Le décor de la Maison de Mickey | Aucun                                      |
| dimanche 14 juin 1992       | (pas d'émission)                | Aucun                                      |
| dimanche 21 juin 1992       | Le décor de la Maison de Mickey | Émission spéciale pour la Fête des Pères   |
| dimanche 28 juin 1992       | Le décor de la Maison de Mickey | Aucun                                      |
| dimanche 5 juillet 1992     | Le décor de la Maison de Mickey | Aucun                                      |
| dimanche 12 juillet 1992    | Le décor de la Maison de Mickey | Aucun                                      |
| dimanche 19 juillet 1991    | Le décor de la Maison de Mickey | Aucun                                      |
| dimanche 26 juillet 1992    | Le décor de la Maison de Mickey | Aucun                                      |
| dimanche 2 août 1992        | Le décor de la Maison de Mickey | Aucun                                      |
| dimanche 9 août 1992        | Le décor de la Maison de Mickey | Aucun                                      |
| dimanche 16 août 1992       | Le décor de la Maison de Mickey | Aucun                                      |
| dimanche 23 août 1992       | Le décor de la Maison de Mickey | Aucun                                      |
| dimanche 30 août 1992       | Le décor de la Maison de Mickey | Aucun                                      |